# Морозов, Савва Тимофеевич
Са́вва Тимофе́евич Моро́зов (3 (15) февраля 1862, Зуево, Богородский уезд, Московская губерния, Российская империя — 13 (26) мая 1905, Канны, Франция) — русский предприниматель, меценат и благотворитель, мануфактур-советник.

## Династия Морозовых
Савва Тимофеевич Морозов происходил из старообрядческой купеческой династии Морозовых, обосновавшейся на Патриаршине в XVI веке. Прадед Саввы Тимофеевича Василий Фёдорович (1749—1825) — старейший из рода Морозовых — был рыбаком и происходил из старообрядцев поморского согласия.
Основатель династии Савва Васильевич Морозов (1770—1860 гг.), дед Саввы Тимофеевича, был крепостным крестьянином села Зуева Богородского уезда Московской губернии помещичьей вотчины Рюминых. Трудовую деятельность начал ткачом в шёлкоткацкой мануфактуре Фёдора Кононова в Зуеве, затем организовал домашнюю мастерскую, а там и свою небольшую фабрику, накопил средства и в 1820—1830-е годы за 17 тысяч рублей ассигнациями выкупил себя и пятерых сыновей из крепостной неволи. За 30 лет благодаря кипучей предпринимательской деятельности он, так и не освоив грамоты (в документах расписывался сын Иван), разбогател и фактически стал одним из основателей российской промышленности. На момент смерти купец первой гильдии Савва Васильевич Морозов владел многомиллионным капиталом, торговым домом «Савва Морозов с сыновьями» и четырьмя фабриками, на которых работали новейшие английские станки и иностранные специалисты. Все сыновья Саввы Васильевича, получив наследство, стали крупными предпринимателями и промышленниками России.
Отец Саввы Тимофеевича, Тимофей Саввич Морозов (1823—1889), был младшим сыном Саввы Васильевича и одним из самых активных помощников отца начиная с 1840-х годов. Он получил в наследство «Товарищество Никольской мануфактуры Саввы Морозова сын и К°», то есть фактически текстильный комбинат, который состоял из трёх фабрик в поселках Никольском, Городищах и Ваулове и девяти вспомогательных предприятий — чугуномеднолитейных, газовых, механических, кирпичных и др. По годовому обороту Никольская мануфактура занимала третье место среди фабрично-заводских предприятий России, благодаря ей на месте деревень Орехово, Зуево, Дубровка и местечка Никольского возник рабочий посёлок Орехово-Зуево, получивший в 1917 г. статус города. Ещё одна бумагопрядильная фабрика досталась в приданое после женитьбы на Марии Фёдоровне Симоновой (1830—1911), дочери московского фабриканта-старообрядца, ведшей свой род от крещеных казанских татар. Семейство состояло из двух сыновей — Саввы и Сергея — и трех дочерей — Анны, Юлии и Александры; ещё два сына, Иоанн и Арсений, умерли в младенческом возрасте.
Тимофей Саввич отличался религиозностью, содержал моленные в конторе и в своих особняках в Москве, в Крыму, в Никольском и в загородном имении в Усаде. С подчиненными был суров. Отказался от предложенного царем дворянского титула и получил звание «мануфактур-советник». Состоял среди учредителей Московского Купеческого и Волжско-Камского банков, а также Общества Московско-Курской железной дороги. В своем производстве отказался от услуг заграничных специалистов и нанимал молодых русских инженеров, выпускников Императорского технического училища. Избирался почетным мировым судьей, много денег тратил на разные культурные начинания. Морозовская стачка подорвала его здоровье и в 1886 году, за три года до смерти, Тимофей Саввич передал управление Никольской мануфактурой старшему сыну Савве Тимофеевичу Морозову.

## Биография
Савва Тимофеевич Морозов являлся потомственным почётным гражданином, его детство прошло в усадьбе в Трёхсвятительском переулке. Окончил 4-ю московскую гимназию у Покровских ворот (1881).
В 1881 году поступил на естественное отделение физико-математического факультета Императорского Московского университета, который окончил в 1887 году с дипломом химика. В эти годы написал значительную работу — исследование о красителях, а позднее общался с Менделеевым.
В 1883 году стал одним из учредителей Русского гимнастического общества.
В 1885—1887 годах изучал химию в Кембриджском университете (Великобритания), одновременно знакомился с организацией текстильного дела на английских фабриках (в Манчестере).
С 1886 года — директор-распорядитель Товарищества Никольской мануфактуры «Саввы Морозова сын и К°».

Никольской мануфактурой была завоёвана уйма всевозможных дипломов и медалей за отличное качество продукции. Русская пресса окрестила Савву Морозова «купеческим воеводой». На Всероссийской промышленной выставке и ярмарке в Нижнем Новгороде как председатель ярмарочного комитета Морозов подносил царю хлеб-соль. А позже у «Макария» произнёс боевую речь. В ней Савва Тимофеевич сказал такие мудрые слова, что они и сейчас звучат как завещание потомкам: «Богато наделённой русской земле и щедро одарённому русскому народу не пристало быть данниками чужой казны и чужого народа… Россия, благодаря своим естественным богатствам, благодаря исключительной сметливости своего населения, благодаря редкой выносливости своего рабочего, может и должна быть одной из первых по промышленности стран Европы». Эту речь нашего великого земляка резко критиковал Суворин, но видные представители промышленности и торговли всецело поддержали Савву Тимофеевича.

Ему принадлежали хлопковые поля в Туркестане.
Он очень любил работу и не раз говорил, оспаривая известный афоризм «мыслю, следовательно, существую»: «Не согласен я с Декартом в этой формулировке. Мышление — процесс, замкнутый в самом себе. Он может не прейти вовне, оставаясь бесплодным и неведомым для людей. Мы не знаем, что такое мышление в таинственной своей сущности, но знаем, где его границы… Я говорю: работаю, значит, существую. Для меня очевидно: только работа расширяет, обогащает мир и моё сознание» (с. 49).
На своих фабриках Морозов ввёл оплату по беременности женщинам-работницам. Имел своих стипендиатов в технических вузах страны, а некоторые из его стипендиатов обучались за границей. Морозовские рабочие были более грамотны, чем рабочие других российских промышленных предприятий.
Был также директором Трёхгорного пивоваренного товарищества в Москве.
В 1888 году, 24 июня, состоялось венчание Саввы Тимофеевича Морозова и бывшей жены его двоюродного племянника Сергея Викуловича — Зинаиды Григорьевны Морозовой; спустя 9 месяцев у них родился первый сын Тимофей.
В 1890 году Морозов приобрёл имение на Урале в посёлке Всеволодо-Вильва Пермской губернии. Его привлекло прежде всего наличие леса как сырья для производства химических реактивов. Реактивы были необходимы для создания новых красителей, использовавшихся в мануфактурном производстве. Во Всеволодо-Вильве Савва Морозов преобразовал бывший железоделательный завод в химический. Открыл ещё один завод такого же профиля на реке Иваке. Главным инженером обоих позднее был известный биохимик Борис Ильич Збарский.
В 1893 году Морозов купил у Александра Николаевича Аксакова дом на Спиридоновке, снёс его и по проекту архитектора Фёдора Осиповича Шехтеля построил для своей жены роскошный дом.

Здесь он принимал гостей и устраивал балы, на которых можно было встретить Мамонтова, Боткина, Шаляпина, Горького, Чехова, Станиславского, Боборыкина и других видных людей России. Об одном из таких балов вспоминала Книппер-Чехова: «Мне пришлось побывать на балу у Морозова. Я никогда в жизни не видела такой роскоши и богатства». Да, богатство и могущество С. Т. Морозова, пожалуй, не имели себе равных в стране. Ещё один случай рассказывает об этом. Однажды Зинаида Григорьевна была приглашена к великой княгине Ксении Александровне. Букет у гостьи был такой красоты и роскоши, что высочайшая особа от зависти закусила губы. Лучшие морозовские садовники составляли этот букет, превзошедший по искусству царский.

За образованность и активную поддержку интересов русского торгово-промышленного капитала приобрел большой авторитет среди купеческого сословия. В 1893 году московское купечество выдвинуло его на пост московского городского главы с условием принятия православия, однако Савва Морозов отказался. Уже в 28-летнем возрасте был выбран председателем Ярмарочного комитета Нижегородской ярмарки и занимал его два срока, часто посещая Нижний Новгород. В 1896 году за успешное проведение при Нижегородской ярмарке Всероссийской торгово-промышленной выставки был пожалован орденом Святой Анны 2-й степени.
В 1905 году Савва Тимофеевич Морозов учредил Акционерное общество соединённых химических заводов «С. Т. Морозов, Крель и Оттман». Он пользовался влиянием в предпринимательских кругах: возглавлял комитет Нижегородской ярмарки, был членом московского отделения Совета торговли и мануфактур и Общества для содействия улучшению и развитию мануфактурной промышленности.
Оказал большую помощь Московскому художественному театру: в 1898 году вошёл в состав Товарищества для учреждения в Москве Общедоступного театра, регулярно вносил пожертвования на строительство и развитие МХТ, заведовал его финансовой частью (1901—1904), был инициатором и председателем правления паевого товарищества по эксплуатации МХТ (1901) и строительству нового театрального здания в Камергерском переулке.

Станиславский сказал, обращаясь к Савве Тимофеевичу: «… внесённый Вами труд мне представляется подвигом, а изящное здание, выросшее на развалинах притона, кажется сбывшимся наяву сном… Я радуюсь, что русский театр нашёл своего Морозова подобно тому, как художество дождалось своего Третьякова…».

Почётный член Общества пособия нуждающимся студентам Московского университета.
Лучшие в России рысаки «Ташкент» и «Неяда», принадлежавшие С. Т. Морозову, выигрывали почти все престижные бега на московских ипподромах.
В начале XX века поддерживал отношения с лидерами либерального движения, в его особняке на Спиридоновке, построенном в 1893—1898 годах для его жены Зинаиды Григорьевны Морозовой, проходили полулегальные заседания земцев-конституционалистов.
Морозов был связан также с революционным движением. Финансировал издание нелегальной социал-демократической газеты «Искра», выделяя на издание, по воспоминаниям Максима Горького, около 24 тысяч рублей в год. На его средства организовывалось издание первых большевистских легальных газет «Новая жизнь» и «Борьба». Морозов нелегально провозил на свою фабрику запрещённую литературу и типографские шрифты, в 1905 году прятал от полиции одного из лидеров большевиков Николая Эрнестовича Баумана. Дружил с Максимом Горьким, был близко знаком с Леонидом Борисовичем Красиным.
Савва Тимофеевич Морозов всегда внимательно следил за состоянием рабочих на своей фабрике. Он лично просматривал списки принятых и уволенных с предприятия рабочих. В случае, если он обнаруживал нарушения и отступления, он требовал от своих управляющих объяснений. Интересно, что в 1903 году он обнаружил, как один из подчинённых ему директоров уволил двух работников, прослуживших на предприятии 18 и 19 лет. За это руководитель был подвергнут строгому взысканию. Как следствие, подобный управленческий подход обеспечивал длительный и устойчивый мир на предприятии. При приеме на работу Савва Тимофеевич отдавал предпочтение семейным. Когда однажды он увидел в списках вновь поступивших на работу много холостяков, то сделал предупреждение директору отбельно-красильной фабрики С. А. Назарову за это. Подростки могли поступить на фабрику только после окончания курса народного училища, старший предельно допустимый возраст приёма на работу был 45 лет. Увольняли в основном за серьёзные нарушения — так, на Никольской Морозовской мануфактуре 40,4 % уволенных были взяты с поличным при попытке вынести товар с фабрики, 13,7 % были больными венерическими заболеваниями, 10,1 % — склонными к дракам и буйству, 9,7 % — прогульщиками и пьяницами.
Через несколько дней после 9 января 1905 года составил записку «О причинах забастовочного движения. Требования введения демократических свобод» с требованиями свободы слова, печати и союзов, всеобщего равноправия, неприкосновенности личности и жилища, обязательного школьного образования, общественного контроля за государственным бюджетом и другого. В Записке указывалось, что «рабочему сословию должно быть представлено полное право собраний, право организовывать всякого рода союзы и другие общества для самопомощи и защиты своих интересов. В такой же мере все означенные права должны быть распространены и на сословие промышленников». Забастовки, по мнению Морозова, представляющие собой мирное оставление работы, не сопровождаемое ни убийством, ни угрозами, ни насилиями, ни уничтожением или порчей имущества, не должны быть караемы ни административным, ни уголовным порядком. Ход записке не был дан, поскольку правление Никольской мануфактуры во главе с Марией Фёдоровной Морозовой не поддержали её. «…Мать действительно грозила Савве Тимофеевичу отстранением от дел, но формально это сделано не было. 17 марта 1905 года на очередном собрании пайщиков Никольской мануфактуры М. Ф. Морозова была переизбрана на должность директора-распорядителя, а Савва Тимофеевич — заступающим место директора-распорядителя. То, что Савву Морозова, вопреки многолетним утверждениям советских историков, не отстраняли от дел, подтверждает и изучение журналов заседаний правления Никольской мануфактуры. Это, безусловно, важное открытие принадлежит правнучке Саввы Тимофеевича Татьяне Морозовой и исследователю Морозовской мануфактуры И. В. Поткиной».
Морозов тяжело переживал свою беспомощность, невозможность что-либо изменить. Он стал много времени проводить в одиночестве, не желал никого видеть. По Москве начали распространяться слухи о его сумасшествии. По настоянию жены и матери Морозова 15 апреля 1905 года был созван консилиум, в котором участвовали врачи Григорий Иванович Россолимо, Фёдор Александрович Гриневский и Николай Николаевич Селивановский. Консилиум пришёл к выводу, что у Саввы Морозова «тяжёлое общее нервное расстройство, выражавшееся то в чрезмерном возбуждении, беспокойстве, бессоннице, то в подавленном состоянии, приступах тоски и прочее». Рекомендовалось направить Морозова для лечения в Европу.

### Смерть (версии)
В сопровождении жены и доктора Селивановского Савва Морозов выехал в Берлин, а затем — в Канны. Здесь 13 (26) мая 1905 года он был найден в гостиничном номере мёртвым, с простреленной грудью.

Руки Саввы Тимофеевича были сложены на животе, пальцы левой были опалены, правая рука была разжата и около неё лежал браунинг. На полу лежал листок:

«В смерти моей прошу никого не винить».

Согласно официальной версии, Морозов покончил с собой, однако, нельзя исключать и другую версию: его могли убить, инсценировав самоубийство.
Официальные власти проявили самое уважительное отношение к этому трагическому событию. Александр Александрович Козлов, тогдашний генерал-губернатор Москвы, писал градоначальнику графу Павлу Павловичу Шувалову: «Ввиду имеющихся у меня документов прошу Ваше сиятельство распорядиться о выдаче удостоверения об отсутствии со стороны администрации препятствий преданию земле по христианскому обряду тела мануфактур-советника Саввы Тимофеевича Морозова». На похоронах Морозова Козлов, подойдя к Зинаиде Григорьевне, которую он хорошо знал и в доме которой бывал, выразил ей соболезнование и прямо сказал: «Не верю я в разговоры о самоубийстве, слишком значимым и уважаемым человеком был Савва Тимофеевич. Потеря для всех — огромная».
Историк Юрий Георгиевич Фельштинский подозревает в убийстве Морозова Леонида Борисовича Красина.
Однако, по воспоминаниям Максима Горького, сам Савва Тимофеевич ещё задолго до своей смерти говорил ему, что в его смерти заинтересованы черносотенцы, которые неоднократно присылали ему письма с угрозами из-за его участия в революции. Максим Горький также указывал: «После смерти Саввы Морозова среди рабочих его фабрики возникла легенда: Савва не помер, вместо него похоронили другого, а он „отказался от богатства и тайно ходит по фабрикам, поучая рабочих уму-разуму“».
Металлический гроб с телом покойного был доставлен на яхте в Ревель, затем — переправлен в Москву. Похоронен 29 мая 1905 года на старообрядческом Рогожском кладбище, в похоронах участвовало около 15 тысяч человек.

### Обстоятельства смерти
- Первоначально причиной смерти называлась «скоротечная болезнь сердца».
- В акте о смерти, присланном французской полицией, покойный значился как «инженер С. Т. Морозов».
- Протокол французской полиции был составлен со слов лица, пожелавшего остаться неизвестным.
- В момент похорон речь о самоубийстве не шла, при поминовении и похоронах никаких речей не произносилось, гроб с телом не вскрывался.
- Похоронен на кладбище, хотя по традициям старообрядчества самоубийство является страшным и непростительным грехом и самоубийц хоронили либо за кладбищенской оградой, либо на старых заброшенных кладбищах.
- Вез гроб с телом троюродный брат — Фома Пантелеевич Морозов, похожий на Савву Морозова как брат-близнец, который, по другим данным, числился умершим с 1903 года.
- Фома Морозов содержал брокерскую контору на Нижегородской ярмарке, по завещанию являлся наследником всех финансовых счетов Саввы Морозова, был в курсе дел брата и иногда замещал его на заседаниях Нижегородского ярмарочного биржевого комитета.
- Нижегородские газеты не публиковали некрологов, хотя покойный был очень хорошо известен в Нижнем Новгороде, а некролог являлся распространенным газетным жанром того периода[5][13].

## В популярной культуре
- Ефим Копелян — «Николай Бауман», 1967
- Донатас Банионис — «Красный дипломат. Страницы жизни Леонида Красина», 1971
- Сергей Векслер — «Савва Морозов», 2007
- Документальный фильм «Роковая любовь Саввы Морозова», 2011
- Герой одной из серий «Исторических хроник с Николаем Сванидзе»
- Лобастов из романа Бориса Акунина «Статский советник»